# Revolution No.9
『Revolution No.9』は、1989年12月21日に発売された、THE GOOD-BYE8枚目のオリジナルアルバムである。

## 概要
ジャニーズ時代最後のオリジナル・アルバムである。

## 収録曲

### オリジナル盤
1. Sunrise〜XYZ [4:52]
Sunrise - 作詞・作曲:DELTA HOUSE・曾我泰久・P.Willson
XYZ - 作詞：野村義男／作曲：曾我泰久
2. Hong Kong Blues [2:52]
作詞:野村義男／作曲:P.Willson
3. WILD LIFE [4:16]
作詞・作曲:THE GOOD-BYE
  - 表記は無いがシングルと同一音源だが、後曲の余韻が僅かに残っている。
4. PSYCHO RAIN [3:30]
作詞:野村義男／作曲:曾我泰久
5. Stay Tune [0:29]
作詞・作曲：曾我泰久
6. Hey, Girl [3:45]
作詞:衛藤浩一／作曲:P.Willson
7. Non-no Baby [2:11]
作詞・作曲:野村義男
8. Mirror [2:35]
作詞:野村義男／作曲:曾我泰久
9. 光の国 [3:40]
作詞・作曲：野村義男
10. Windy People〜パレード（TAKE OFF） [2:49]
Windy People - 作詞:加賀八郎／作曲：曾我泰久
パレード（TAKE OFF） - 作詞・作曲：THE GOOD-BYE
11. Forever Friends [3:27]
作詞・作曲:野村義男、曾我泰久、P.Willson

### CD リマスター盤
- 2004年9月22日発売。
- Forever Friends 以降前述の通り、ボーナストラックとして6曲収録された。

1. Sunrise〜XYZ
2. Hong Kong Blues
3. WILD LIFE
4. PSYCHO RAIN
5. Stay Tune
6. Hey, Girl
7. Non-no Baby
8. Mirror
9. 光の国
10. Windy People〜パレード（TAKE OFF）
11. Forever Friends
12. 25ans [4:35]
13. WITHOUT YOU [4:14]
14. TRUE LOVE [3:26]
15. PSYCHO RAIN <DEMO> [2:06]
作詞:野村義男／作曲:曾我泰久／編曲:野村義男、曾我泰久
  - 野村義男の未発表デモ　仮タイトル「ジョンソン博士の場合」
16. 光の国 <DEMO> [2:09]
作詞・作曲・編曲:野村義男
  - 野村義男の未発表デモ。仮タイトル「Go To okinawa」
17. Recorded on 1983.5.14(TAKE OFF) [4:32]
作詞・作曲・編曲:THE GOOD-BYE
  - 野村義男所有のテープより、ビクターのスタジオでのリハーサル音源。キーボード・コーラスに川原伸司参加。